# Großsteingrab Borstel
Das Großsteingrab Borstel war eine megalithische Grabanlage der jungsteinzeitlichen Trichterbecherkultur bei Borstel, einem Ortsteil von Neustadt am Rübenberge in der Region Hannover (Niedersachsen). Es wurde im 19. Jahrhundert zerstört. Das Grab befand sich in der Nähe des Hexenberges. Über Ausrichtung, Maße und Grabtyp liegen keine Informationen vor.